# (6908) Kunimoto
(6908) Kunimoto (1990 WB3) – planetoida z pasa głównego asteroid okrążająca Słońce w ciągu 4 lat i 207 dni w średniej odległości 2,75 j.a. Została odkryta 24 listopada 1990 roku.